# Wertwiesen
Wertwiesen ist ein mit Verordnung des Regierungspräsidiums Karlsruhe vom 28. Januar 1983 ausgewiesenes Naturschutzgebiet mit der Nummer 2.062. 

## Lage
Das Naturschutzgebiet befindet sich im Naturraum Obere Gäue und liegt östlich des Horber Stadtteils Mühlen und südlich des Eutinger Ortsteils Rohrdorf. Es ist Teil des FFH-Gebiets Nr. 7517-341 Horber Neckarhänge.

## Schutzzweck
Laut Verordnung ist der Schutzzweck die Erhaltung eines naturnahen Ausschnittes der Talaue des oberen Neckars und ihrer naturhaften Ausstattung. Insbesondere sollen geschützt und gefördert werden:
- der Verlauf der alten verlandeten Neckarschlinge als geomorphologisch bedeutsames Zeugnis;
- der Halbtrockenrasen in seiner besonderen Ausprägung als Lebensraum für wildlebende Tiere und Pflanzen.

## Flora und Fauna
In den Seggenbeständen der Wertwiesen ist die Bekassine ein regelmäßiger Brutvogel. An weiteren Brutvögeln wurden festgestellt: Rohrammer, Feldschwirl, Sumpfrohrsänger und Gelbspötter.